# Хёэберг, Георг Вальдемар
Георг Вальдемар Хёэберг (дат. Georg Valdemar Høeberg; 27 декабря 1872, Копенгаген — 3 августа 1950, Ведбэк) — датский композитор и дирижёр. Внук композитора Ханса Кристиана Лумбю, брат оперного певца Альберта Хёэберга.

## Биография
Окончил Королевскую Датскую консерваторию, ученик Нильса Гаде, Вальдемара Тофте и Йоргена Дитлеффа Бондесена. Затем изучал скрипку в Берлине, в 1897—1901 гг. скрипач Королевской капеллы. С 1900 г. преподавал скрипку в консерватории.
В 1914—1930 гг. главный дирижёр Королевской капеллы. Был известен, прежде всего, как специалист по музыке Рихарда Вагнера и Рихарда Штрауса — в частности, в 1914 г. осуществил первую датскую постановку «Тристана и Изольды», дирижировал первым в Дании исполнением Альпийской симфонии Штрауса через год с небольшим после её создания. Хёэберг-дирижёр считался более успешным соперником Карла Нильсена. В 1933 г. он записал Пятую симфонию Нильсена — это первая (по крайней мере, из сохранившихся) запись какой-либо из его симфоний.
Хёэберг также давал уроки дирижирования кронпринцу Фредерику — будущему королю Фредерику IX, — который в дальнейшем пользовался ими, собственноручно дирижируя придворными концертами по случаю дней рождения членов королевской семьи.
Композиторское наследие Хёэберга включает оперу «Свадьба в катакомбах» (дат. Et bryllup i Katakomberne; 1909), два балета, симфонию, камерные сочинения.